# Comuna Räpina

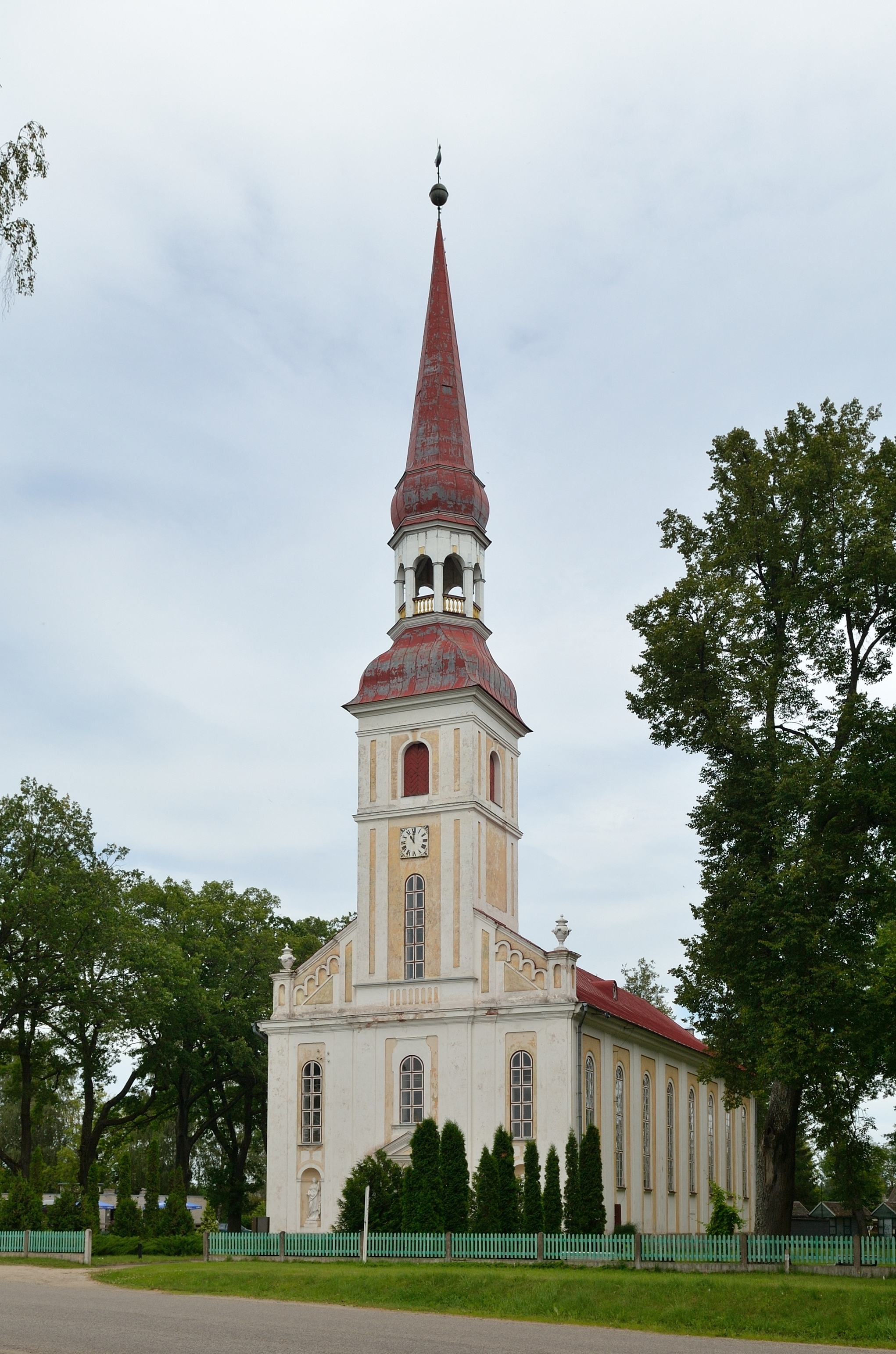

Räpina este o comună (vald) din Comitatul Põlva, Estonia. Comuna cuprinde 2 localități de tip urban (un oraș și un târgușor) și 26 sate. Reședința comunei este orașul Räpina.